# Терзопулос, Теодорос
Теодорос Терзопулос (греч. Θεόδωρος Τερζόπουλος) — греческий режиссёр, педагог, автор
книг по теории театра, председатель Международного Комитета театральной Олимпиады, основатель Международного собрания античной драмы в Коринфе, основатель театральной группы «АТТИС». 

## Биография
Родился в деревне Макригиалос в области Пиерия в Северной Греции. Учился в театральной школе К. Михайлидиса (Афины, 1965—1967) под руководством таких преподавателей, как Георгий Севастикоглу, Леонидас Тривизас и собственно Костис Михайлидис. Занимался в Берлинском ансамбле (Берлин, 1972—1976) у Хайнера Мюллера, Манфреда Векверта, Рут Бергхаус и Эккехарда Шалля.
Был руководителем Школы драмы Государственного театра Северной Греции (Салоники, 1981—1983) и художественным руководителем Международного собрания античной драмы в Дельфах (1985—1988). В Дельфы он приглашал известных мастеров международной театральной сцены, таких как Хайнер Мюллер, Марианна Макдональд, Тадаши Сузуки, Роберт Уилсон, Андрей Шербан, Воле Сойинка, Мин Танака, Юрий Любимов, Анатолий Васильев, Анджей Вайда.
В 1985 году основал в Дельфах театральную группу «АТТИС».
С 1990 года является одним из основателей Международного института средиземноморского театра, объединяющего 22 средиземноморские страны.
С 1991 года — президент Международного института средиземноморского театра в Греции. Институт выступает организатором целого ряда мероприятий: международный фестиваль «Насилие и мир в средиземноморском театре» (Патра, 1991 год), «Дни театрального образования» (Митилена), конференции и т. п.
С 1993 года — председатель Международного комитета Театральной олимпиады. В 1995 году, в качестве художественного руководителя Первой Театральной олимпиады в Дельфах, проходившей под названием «Пересекая тысячелетия», он пригласил принять в ней участие выдающиеся коллективы и деятелей искусства из разных стран.
Выступал председателем Второй Театральной олимпиады «Создавая надежду», которая проводилась в городе Сидзуока, Япония, в 1999 году, Третьей Театральной олимпиады «Театр для людей» в Москве в 2001 году, Четвёртой Театральной олимпиады «Через границы» в Стамбуле в 2006 году и Пятой Театральной олимпиады «Сцена сердца» в Сеуле, Южная Корея, в 2010 году.
В 2005 году организовал новое Международное собрание античной драмы в муниципалитете Сикиона (область Коринфия) в Греции, которое проводилось под названием «Skotos emon faos». В 2006 году проводилось второе Международное собрание античной драмы в Сикионе под названием «Нисхождение». Третье Международное собрание античной драмы под названием «Отмщение» состоялось в 2011 году. Теодорос Терзопулос и труппа театра «АТТИС» совершили множество турне по Греции и зарубежным странам. За 28 лет своей истории «Аттис» поставил 1900 спектаклей по всему миру.
Методика работы «АТТИСа» по интерпретации древнегреческой трагедии преподается в театральных школах и на кафедрах античности в 30 университетах по всему миру. Кроме того, театр «АТТИС» организует многочисленные семинары и мастерские, где преподается его методика работы.
Теодорос Терзопулос получил множество театральных наград в Греции и за рубежом; о его методике работы и подходе к театру изданы многочисленные книги и их переводы на греческом, английском, немецком, турецком, русском и китайском языках.

## Театральные постановки
- 2014, «Вакханки» Еврипида, Электротеатр Станиславский
- 1988, «Бременская свобода» Райнера Вернера Фасбиндера, театр LTT, Тюбинген, Германия

- 1983, «Мамаша Кураж» Бертольта Брехта, Национальный театр Северной Греции, Салоники, Греция

- 1981, «Йерма» Федерико Гарсиа Лорки, Национальный театр Северной Греции, Салоники, Греция

- 1980, «За закрытыми дверями» Жана-Поля Сартра, Национальный театр Северной Греции, Салоники, Греция
- 1978, «Счастливый случай» Славомира Мрожека, Национальный театр Северной Греции, Салоники, Греция
- 1977, «Махагони» Бертольта Брехта, Театр в Солониках, Греция
- 1977, «Булочная» Бертольта Брехта, Театральная лаборатория, Солоники, Греция

Руководство постановками:
- 1996, «Страсти Луны», посвящение Федерико Гарсиа Лорке, концертный зал «Мегарон», Афины, Греция
- 1981, «Авторский вечер Гизелы Мэй», театр «Димитрия», Салоники и Ираклион, Греция
- 1980, «Авторский вечер Эккехарда Шалля», Бродвейский театр, Афины, Греция
- 1980, «Эккехард Шалль и Мария Фарандури поют Брехта», Берлинский ансамбль, театр «Димитрия», Салоники, Греция
- 1979, «Мария Фарандури поет Брехта», театр «Димитрия», Салоники, Греция
- 1976, «Знакомство с Брехтом», театр «Ахиллион», Салоники, Греция

Совместно с Театром АТТИC
- 2014, «Nosferatu», либретто — Димитрис Яламас, Пермский театр оперы и балета, Пермь, Россия
- 2014, «Конец игры» Сэмюэля Беккета, Александринский театр, Санкт-Петербург, Россия

- 2013, «Транзит» Танасиса Алевраса
- 2011, «Маузер» Хайнера Мюллера, Институт им. Ежи Гротовского, Вроцлав, Польша
- 2011, «Антигона» Софокла, Центральная театральная академия Пекина, Китай
- 2010, «Алярм», сценическая композиция на основе переписки между королевой Елизаветой и Марией Стюарт
- 2010, «Иокаста» Янниса Контрафуриса, в рамках программы «Стамбул — культурная столица Европы 2010 года», «Эссен — культурная столица Европы 2010 года», Турция
- 2010, «Прометей прикованный» Эсхила, в рамках Афинского фестиваля, Греция
- 2009, «Маузер» Хайнера Мюллера
- 2009, «Танцовщик» Эриха Арендта
- 2008, «Прометей прикованный» Эсхила, Центральная театральная академия Пекина
- 2008, «Фрёкен Юлия» Августа Стриндберга, Афины, Греция
- 2007, «Эремос» Карло Михельстедтера, Афины, Греция
- 2007, «Кассандра» Мариоса Понтикаса, Афины, Греция
- 2006, «Царь Эдип» Софокла, Александринский театр, Санкт-Петербург, Россия
- 2006, «Персы» Эсхила, совместная постановка Международного театрального фестиваля в Стамбуле и Афинского фестиваля — Эпидавр и Театральная олимпиада, Византийский храм Св. Ирины, Стамбул; театр в Эпидавре
- 2006, «Йенин» Этель Аднан
- 2006, «Последняя маска» — fallimento Костаса Логараса
- 2003, «Персы» Эсхила, с молодыми режиссёрами из стран бывшего Советского Союза, «Центра Мейерхольда», Москва, Россия
- 2003, «Эпигоны», сценическая композиция на основе фрагментов из утраченных трагедий Эсхила
- 2003, «Триптих» Сэмюэла Беккета
- 2003, «Баю-бай» Сэмюэла Беккета
- 2003, «Филоктет» Софокла, Театральная академия, Берлин, Германия
- 2002, «Медея Материал» Хайнера Мюллера, в рамках художественной экспозиции «Отравы» в «Технополисе», Афины, Греция
- 2002, «Лета» Димитриса Димитриадиса
- 2001, «Вакханки» Еврипида, постановка со сценографией Янниса Коунеллиса, Дюссельдорфский театр, Дюссельдорф, Германия
- 2001, «Гамлет, урок» Бориса Пастернака, главная роль — Алла Демидова
- 2000, «Тристия», главная роль — Алла Демидова, Дельфы, Греция
- 2000, «Геракл в гневе» Еврипида
- 2000, «Корона» Янниса Контрафуриса
- 1999, «Паска Девадис» Микеланджело Пиры, Театр Кальяри, Кальяри, Италия
- 1999, «Нисхождение Геракла», в рамках Международного театрального фестиваля, Стамбул, Турция
- 1999, «Геракл в гневе» Еврипида, в рамках Международного театрального фестиваля, Стамбул, Турция
- 1999, «Нисхождение», сценическая композиция на основе «Геракла в гневе» Эврипида и «Трахинянок» Софокла
- 1998, «Деньги», сценическая композиция на основе пьес Бертольта Брехта
- 1998, «Дионис», сценическая композиция на основе «Вакханок» Эврипида и доколумбовом мифе о божестве Юрупари, в рамках Международного фестиваля, Богот, Колумбия
- 1997, «Геракл» Хайнера Мюллера, Фестиваль в Аргосе, Национальный стадион, Аргос, Греция
- 1996, Ио «Луна», фестиваль в Аргосе, Фабрика Вавули, Аргос, Греция
- 1996, «Медея. Материал» Хайнера Мюллера, главная роль — Алла Демидова
- 1995, «Медея. Материал» Хайнера Мюллера, фестиваль в Аргосе, Фабрика Марину, Аргос, Греция
- 1995, «Прометей прикованный» Эсхила
- 1994, «Антигона» Софокла, Олимпико, Виченца, Италия
- 1993, «Канон» Вассилиса Вассикехэйоглу
- 1993, «Квартет» Хайнера Мюллера, главные роли — Алла Демидова и Дмитрий Певцов, Театр на Таганке, Москва, Россия
- 1993, «Федра» Марины Цветаевой, главная роль — Алла Демидова, средневековый замок, Патры, Греция
- 1991, «Освобождение Прометея» Хайнера Мюллера, главные роли — Хайнер Мюллер и Софя Микопулу, Берлин, Германия
- 1990, «Персы» Эсхила
- 1989, «Квартет» Хайнера Мюллера
- 1988, «Медея. Материал» Хайнера Мюллера
- 1986, «Вакханки» Еврипид